# راغالنا
راغالنا (بالإيطالية: Ragalna)‏ هي بلدة تقع في مقاطعة كاتانيا في صقلية في إيطاليا .

## السكان
في سنة 1861 بلغ عدد السكان 982 نسمة، وتطور العدد ليصل في سنة 2011 لـ 3٬676 نسمة.
يظهر هذا المخطط البياني تطور النمو السكاني لـ راغالنا